# Isocladus integra
Isocladus integra là một loài chân đều trong họ Sphaeromatidae. Loài này được Heller miêu tả khoa học năm 1868.